# شهرداری بروتسنی
شهرداری بروتسنی (به لاتین: Brocēni Municipality) یک شهرداری در کشور لتونی است. شهرداری بروتسنی ۷٬۲۱۵ نفر جمعیت دارد.